# Siphamia versicolor
Siphamia versicolor är en fiskart som först beskrevs av Smith och Radcliffe, 1911.  Siphamia versicolor ingår i släktet Siphamia och familjen Apogonidae. Inga underarter finns listade i Catalogue of Life.